# Tihvin
Tihvin (în rusă: Тихвин) este un oraș din Regiunea Leningrad, Federația Rusă, cu o populație de 63.338 locuitori.